# Безал
Безал (фр. Bezalles) је насељено место у Француској у региону Париски регион, у департману Сена и Марна.
По подацима из 2011. године у општини је живело 236 становника, а густина насељености је износила 88,72 становника/km².

## Демографија
| 1962. | 1968. | 1975. | 1982. | 1990. | 2011. |
| ----- | ----- | ----- | ----- | ----- | ----- |
| 96    | 84    | 80    | 96    | 117   | 236   |